# رویارویی اندونزی و مالزی
رویارویی اندونزی و مالزی یا رویارویی برونئو (که به نام اندونزیایی/مالایی Konfrontasi نیز شناخته می‌شود) یک درگیری نظامی از سال ۱۹۶۳ تا ۱۹۶۶ میان اندونزی و فدراسیون مالزی بر سر پیدایش مالزی بود. این رویارویی پس از برکناری رئیس‌جمهور اندونزی احمد سوکارنو در اکتبر ۱۹۶۵ به‌طور صلح‌آمیزی به پایان رسید و کشور مالزی تشکیل شد.
تشکیل مالزی در سپتامبر ۱۹۶۳ با ادغام فدراسیون مالایا (امروزه مالزی شبه‌جزیره‌ای)، سنگاپور و مستعمره‌های تاج شمال برونئو و ساراواک (که با هم به نام بورنئوی بریتانیا شناخته می‌شدند و امروزه مالزی شرقی نام دارند) انجام شد. پیش‌زمینه‌های اصلی درگیری شامل سیاست درگیری اندونزی علیه گینه نو هلند از مارس تا اوت ۱۹۶۲ و شورش برونئی در دسامبر ۱۹۶۲ بود. مالزی از حمایت نظامی مستقیم بریتانیا، استرالیا و نیوزلند برخوردار بود. اندونزی نیز از حمایت غیرمستقیم اتحاد جماهیر شوروی و چین برخوردار بود، بنابراین این درگیری به یکی از قسمت‌های جنگ سرد در آسیا تبدیل شد.
این رویارویی یک جنگ اعلام‌نشده بود که بیشتر عملیات‌های آن در منطقه مرزی میان اندونزی و مالزی شرقی در جزیره بورنئو (که در اندونزی به نام کالیمانتان شناخته می‌شود) رخ داد. مشخصه این درگیری، نبردهای زمینی محدود و منزوی بود که با تاکتیک‌های کم‌سطح سیاست رفتن تا لبه پرتگاه تنظیم می‌شد. عملیات‌های نبردها معمولاً توسط گروهان‌ها و دسته‌ها در دوسوی مرز انجام می‌شد. عملیات نفوذ اندونزی به بورنئو به دنبال سوء استفاده از تنوع قومیتی و مذهبی در صباح و ساراواک در مقایسه با مالایا و سنگاپور، با هدف از بین بردن کشور پیشنهادی مالزی، بود.
زمین جنگلی بورنئو و کمبود جاده در مرز مالزی و اندونزی، نیروهای اندونزی و کشورهای همسود را مجبور به گشت‌زنی طولانی مدت می‌کرد. هر دو طرف بر عملیات پیاده‌نظام سبک و حمل و نقل هوایی متکی بودند، اگرچه نیروهای همسود از مزیت استقرار هلیکوپتر و تدارکات مجدد به پایگاه‌های عملیاتی پیشرو برخوردار بودند. رودخانه‌ها نیز به عنوان روش انتقال و نفوذ استفاده می‌شدند. اگرچه عملیات جنگی عمدتاً توسط نیروهای زمینی انجام می‌شد، نیروهای هوابرد نیز نقش پشتیبانی حیاتی داشتند و نیروهای دریایی امنیت دو جناح دریا را تضمین می‌کردند. بریتانیایی‌ها بیشتر تلاش‌های دفاعی را انجام دادند، اگرچه نیروهای مالزی به‌طور پیوسته کمک‌های خود را افزایش دادند و کمک‌های دوره‌ای نیروهای استرالیا و نیوزیلند در مجموع ذخیره راهبردی خاور دور مستقر در غرب مالزی و سنگاپور نیز وجود داشت.
حملات اولیه اندونزی به شرق مالزی به شدت به داوطلبان محلی آموزش‌دیده توسط ارتش اندونزی متکی بود. نیروهای نفوذی با گذشت زمان با گنجاندن بخش مهمتری از نیروهای اندونزی سازماندهی بیشتری پیدا کردند. بریتانیا در سال ۱۹۶۴ برای جلوگیری و مختل کردن حملات رو به رشد اندونزی با راه‌اندازی عملیات مخفیانه خود در کالیمانتان اندونزی تحت نام رمز عملیات کلارت پاسخ داد. اندونزی همزمان با نام‌گذاری «سال زندگی خطرناک» توسط سوکارنو و شورش‌های نژادی ۱۹۶۴ سنگاپور، عملیات گسترده‌ای را در ۱۷ اوت ۱۹۶۴ به غرب مالزی آغاز کرد، که به موفقیت نرسید. تجمع نیروهای اندونزی در مرز کالیمانتان در دسامبر ۱۹۶۴ باعث شد که در سال‌های ۱۹۶۵ و ۱۹۶۶ بریتانیا نیروهای قابل توجهی از فرماندهی استراتژیک ارتش مستقر در بریتانیا و استرالیا و نیوزیلند نیز رولمان نیروهای رزمی از مالزی غربی تا بورنئو را مستقر کند. شدت درگیری‌ها در پی کودتای اکتبر ۱۹۶۵ علیه سوکارنو و قدرت‌گیری ژنرال سوهارتو فروکش کرد. مذاکرات صلح جدی میان اندونزی و مالزی در مه ۱۹۶۶ آغاز شد و توافقنامه صلح نهایی در ۱۱ اوت ۱۹۶۶ که شناسایی رسمی مالزی توسط اندونزی را به همراه داشت، امضا شد.